# شبه‌یونیکس

تکامل سیستم‌های یونیکس و یونیکس مانند، از سال ۱۹۶۹ آغاز شد.

شبه‌یونیکس (به انگلیسی: Unix-like) یک سیستم عامل شبیه به یونیکس (که گاهی به آن UN*X یا nix* گفته می‌شود) یک سیستم عامل است که به روشی شبیه به سیستم یونیکس رفتار می‌کند، در حالی که لزوماً مطابق با آن نیست یا به هر نسخه‌ای از مشخصات UNIX منفرد می‌باشد. برنامهٔ یونیکس‌مانند برنامه‌ای است که مانند فرمان یا پوستهٔ مربوط رفتار می‌کند. هیچ استانداردی برای تعریف اصطلاح وجود ندارد و اختلاف نظر ممکن است در مورد میزان اجرای سیستم عامل یا برنامه خاص «یونیکس‌مانند» امکان‌پذیر باشد.
این اصطلاح می‌تواند شامل سیستم عامل‌های آزاد و متن باز با الهام از Bell Labs 'Unix یا طراحی‌شده برای تقلید از ویژگی‌های آن، کارهای تجاری مشابه و اختصاصی و حتی نسخه‌های مبتنی بر کد منبع UNIX مجاز (که ممکن است به اندازهٔ کافی «یونیکس») باشد و همچنین برای صدور گواهینامه و داشتن علامت تجاری «UNIX» باشد.